# Dylewszczyzna
Dylewszczyzna (biał. Дуляўшчына; ros. Дулевщина) – wieś na Białorusi, w obwodzie grodzieńskim, w rejonie mostowskim, w sielsowiecie Piaski.
Dawniej wieś i folwark. W dwudziestoleciu międzywojennym leżały one w Polsce, w województwie białostockim, w powiecie wołkowyskim, w gminie Piaski.